# هیتاچی‌اومیا، ایباراکی
هیتاچی‌اومیا در استان ایباراکی در کشور ژاپن واقع شده‌است  که دارای جمعیت ۴۶٬۷۲۹ نفر و مساحت ۳۴۸٫۳۸ کیلومتر مربع با تراکم جمعیت ۱۳۴  نفر در کیلومترمربع است و در تاریخ ۱۶ اکتبر ۲۰۰۴ به عنوان شهر شناخته شد.